# Annona (Texas)
Annona es un pueblo ubicado en el condado de Red River en el estado estadounidense de Texas. En el Censo de 2010 tenía una población de 315 habitantes y una densidad poblacional de 151,84 personas por km².

## Geografía
Annona se encuentra ubicado en las coordenadas 33°34′55″N 94°54′47″O / 33.58194, -94.91306. Según la Oficina del Censo de los Estados Unidos, Annona tiene una superficie total de 2.07 km², de la cual 2.07 km² corresponden a tierra firme y (0%) 0 km² es agua.

## Demografía
Según el censo de 2010, había 315 personas residiendo en Annona. La densidad de población era de 151,84 hab./km². De los 315 habitantes, Annona estaba compuesto por el 39.05% blancos, el 28.57% eran afroamericanos, el 0.63% eran amerindios, el 0% eran asiáticos, el 0% eran isleños del Pacífico, el 29.84% eran de otras razas y el 1.9% pertenecían a dos o más razas. Del total de la población el 39.68% eran hispanos o latinos de cualquier raza.